# Дивлюсь я на небо, та й думку гадаю…
«Дивлюсь я на небо та й думку гадаю…» — пісня на слова українського поета-романтика Михайла Миколайовича Петренка. Є однією з двох перших пісень, що були виконані у космосі (12 серпня 1962 року на радянських космічних кораблях «Восток-3» та «Восток-4» першим українським космонавтом Павлом Поповичем та його чуваським колегою Адріяном Ніколаєвим). За 55 років після першого виконання у космосі української пісні, що нею була улюблена пісня видатного українського конструктора Сергія Корольова «Дивлюсь я на небо та й думку гадаю…», 12 серпня 2017 року було ініційовано впровадження цього дня Дня української пісні.

## Історія

### Текст
Вперше вірш Михайла Петренка, що починався словами «Дивлюся на небо та й думку гадаю…» подано Олександром Корсуном в поетичній збірці «Снjпъ» 1841-го року, де він мав первісну назву «Недоля».
Вдруге вірш з'явився в циклі «Небо» в «Южном русском зборнике», підготовленому й виданому 1848-го року Амвросієм Метлинським. Друга редакція вірша практично не відрізнялася від першої.
1876-го року думу надруковано у львівській «Правді» в рубриці «З недрукованих ще поезій Тараса Шевченка».
Згаданий текст знайдено в альбомі Тараса Шевченка, куди Кобзар інколи записував вірші, що йому були до вподоби. Це і спричинило літературну помилку, яку на сторінках львівського журналу «Зоря» 1887-го року, виправив Олександр Кониський. Але дехто і сьогодні помилково вважає Тараса Григоровича Шевченка автором цього вірша.
| Версія 1841 року | Версія 1848 року | Версія, приписана Т. Шевченку |
| --- | --- | --- |
| В минуту жизни трудную Тѣснится въ сердце грусть… Лермонтовъ. Дивлюся на небо та й думку гадаю: Чому я не соколъ, чому не лjтаю? Чому менj, Боже, Ти крилля не давъ? Я бъ землю покинувъ и въ небо злjтавъ… Далèко, за хмари, подальше вjдъ свjту, Шукать собj долj, на горе привjту, И ласки у сонца, у зjрокъ прохать, Й у свjтj ихъ яснjмъ себé покохать. Бо долj ще з-малу кажусь я нелюбій; Я наймjт у неи; хлопцюга приблудній: Чужій я у долj, чужій у людей… Хиба хто кохае нерjднихъ дjтей?… Кохаюся лихомъ и щастя не знаю, И гjрко безъ долj свjй вjкъ каратаю; Й у гópj спjзнавъ я, шо тjлькj одна Далекое небо моя сторона….. И на свjтj гjрко! — Якъ стане щé гjрше, Я очи на небо — менj веселjше, И въ думкахъ забуду, що я сирота — И думка далеко, висóко лjта!…. Такъ дайте же крилля, орлячого крилля! Я землю покину — и на новосjлля Орломъ бистрокрилимъ у небо польну И въ хмарахъ вjдъ свjту на-вjкъ утону. | Дuвлюся на небо, та й думку гадаю, Чому я не сокил, чому не ли́таю, Чому мени, Боже, тu крuльлив не дав? Я землю-б покuнув и в небо зли́тав! Далеко за хмарu, подальше од свиту, Шукать соби доли, на горе прuвиту, И ласкu у зи́рок, у сонця просuть, У свити их ясним все горе втопuть; Бо доли ще з-малу здаюся не любuй, Я наймuт у неи, хлопцюга прuблуднuй; Чужuй я у доли, чужuй у людей: Хиба-ж хто кохає нери́днuх дитей? Кохаюся лuхом, прuвиту не знаю, И гирько, и марно сви́й вик каратаю, И в гори спи́знав я, що тилькu одна — Далекеє небо — моя сторона. И нà-свити гирько; як стане ще гирьше, Я очи на небо, мени веселише! И в думках забуду, що я сuрота, И думка далеко, вuсоко ли́та. Колu-б мени крuльля, орлячи ти крuльля, Я землю-б покuнув, и на новоси́льля Орлом бuстрокрuлuм у небо польнув, И в хмарах навикu од свита втонув! | Дивлюсь я на небо — та й думку гадаю: Чому я не сокіл, чому не літаю? Чому мені, Боже, ти крила не дав? Я б землю покинув и в небо злітав, Далеко за хмари, подальше від світу, Шукать собі долі, на горе привіту И ласки у сонця и зірок прохать И в світі іх яснім себе покохать. Бо долі ще з-малку кажусь я нелюбий! Я наймит у неі, хлопцюга приблудний, Чужий я у долі, чужий у людей! Хиба ж хто кохає нерідних дітей? Кохаюсь я лихом и щастя не знаю И гірко без долі свій вік коротаю. И в світі гірко, а як стане ще гірше… Я очі на небо, — и мені веселійше, И в думках забуду, що я сирота, И думка далеко, високо літа! Дайте ж мені криля, орлиниі криля: Я землю покину, на небо полину И в хмарах від світу на віки утону. (З рукопису 1848-го року) |

Третю публікацію відомого вірша, що здійснено ще за життя автора, подано в книжці «Holos na holos dlia Halyčyny» (початок квітня 1861).
В збірці надано дві поезії Михайла Петренка (без згадки прізвища автора), одна з них має назву «Dumka (nedolia.)»:
Dyvliu sia na nebo taj dumku hadaju,

Čomu ja ne sokil, čomu ne litaju?

Čomu mini Bože ty kryla ne dav,

Jab zemliu pokynuv i v nebo zlitav!

Daleko z za chmary, podalše vid sjvitu

Šukaty sy doli na hore pryvitu,

I laski u soncia u zirok prosyty

I v sjvitli ich jasnim sebe poliubyty.

Bo doli šče z milu kažu-sj ja neliubyj,

Ja najmyt u neji chlopciuha prybludnyj;

Čužyj ja u doli čužyj u liudej,

Chyba kto kohaje neridnych ditej?

Kochaju sia lychom i ščastia neznaju

I hirko bez doli svij vik korotaju;

I v horiu zpiznav ja, ščo tyljko odna

Dalekoje nebo — moja storona.

I na sjviti hirko! — jak stane šče hirše,

Ja očy na nebo, mini veselijše,

I v dumkach zabudu , ščo ja syrota

I dumka daleko vid sjvita lita! —

Tak, dajtež my krylia,

Ja zemliu pokynu I na novosilia

Orlom bystrokrylym u nebo poljnu

I v chmarach vid sjvita na vik utonu!
Беручи до уваги деякі невеличкі розбіжності, поданий текст збігається з віршем Михайла Петренка з збірки «Сніпъ».
Усі відомі версії вірша «Дивлюсь я на небо та й думку гадаю…» доступні на сайті «Дивлюсь я на небо», а деякі — у книзі «Михайло Петренко: Життя і творчість», що вийшла в Києві з нагоди 196-ї річниці народження поета (2013).

### Музика
Покладена на музику Людмилою Александровою (про що згадано, наприклад, в літературно-науковому місячнику «Червоний шлях»).
Згодом музикант, хормейстер і вчитель музики Владислав Заремба вдало обробив пісню Людмили Александрової «Дивлюсь я на небо…» для голосу та фортепіано.

### Переклади
Вірш «Дивлюсь я на небо, та й думку гадаю…» перекладено багатьма мовами. Ці переклади створили Рауль Чілачава (грузинською), Мрідула Гош (бенгальською), Левон Блбулян (вірменською), Антон Паперний (івритом), Юко Янаі (японською), Марсель Салімов і Сергій Дзюба (татарською), Андрій Гевка (словенською), Димитр Христов (болгарською) й інші відомі у світі поети і перекладачі.
Восени 2017 року вийшла у світ книжка «„Дивлюся на небо та й думку гадаю“ в перекладах мовами світу», яка увібрала в себе 24 переклади — всі відомі на час видання. Перша презентація книжки відбулася у Лебедині, під час урочистих заходів на честь 200-річчя з року народження Михайла Петренка. Грецькою мовою переклала Оксана Терещенко. Автор перекладу чеченською мовою — Тамара Сангарієва.

## Цікаві факти

### Виконання пісні для Сталіна
1949 року у СРСР святкували 70-річчя з дня народження Сталіна. На інтернаціональні свята до Москви зібрались представники багатьох країн. Був серед запрошених і Мао Цзедун, як голова уряду молодої Китайської Народної Республіки.
Після урочистого засідання, присвяченого ювілею, відбувся офіційний ювілейний концерт. Наступного дня був ще один концерт в Георгієвській залі Великого Кремлівського палацу для членів Політбюро та гостей ювіляра, на якому відомий співак Дмитро Гнатюк, тоді студент Київської консерваторії (клас Паторжинського), виконав дві пісні. Одна з них була «Дивлюсь я на небо…».

### Перша пісня, виконана у космосі
12 серпня 1962-го року в космічний політ з Байконуру стартував корабель «Восток-4», на борту якого був перший космонавт українського походження Павло Попович. Впродовж сеансу радіозв'язку в Центрі управління польотами був присутній Сергій Корольов, також за походженням українець. У космосі Павло Попович заспівав пісню «Дивлюсь я на небо…», начебто для Корольова і знаючи, що пісня йому до вподоби.
Таким чином, «Дивлюсь я на небо…» стала першою піснею, що пролунала у космосі.

### День української пісні
12 серпня 2017 року — з нагоди 55 річниці космічного польоту Павла Поповича — редакція інтернет-видання «Український інтерес» виступила з ініціативою запровадження у цей день («коли українська пісня уперше прозвучала на цілий Всесвіт») свята української пісні.

## Виконавці пісні
- Борис Гмиря (відео [Архівовано 2 березня 2015 у Wayback Machine.])
- Іван Жадан (відео [Архівовано 13 грудня 2015 у Wayback Machine.])
- Іван Козловський (відео [Архівовано 8 грудня 2015 у Wayback Machine.])
- Анатолій Солов'яненко (відео [Архівовано 5 грудня 2015 у Wayback Machine.])
- Ярослав Євдокимов (відео [Архівовано 3 грудня 2015 у Wayback Machine.])
- Юрій Гуляєв (відео [Архівовано 7 листопада 2014 у Wayback Machine.])
- Муслім Магомаєв (відео [Архівовано 4 листопада 2014 у Wayback Machine.])
- Олександр Пономарьов (відео [Архівовано 27 березня 2016 у Wayback Machine.])
- Марк Рейзен (відео [Архівовано 31 березня 2015 у Wayback Machine.])
- Ігор Борко (відео [Архівовано 10 грудня 2015 у Wayback Machine.])
- Ансамбль пісні і танцю Радянської армії (відео [Архівовано 20 листопада 2015 у Wayback Machine.])
- Ризький театр пісні «Етюд» (відео [Архівовано 7 грудня 2015 у Wayback Machine.])